# イリヤ・オストログスキ

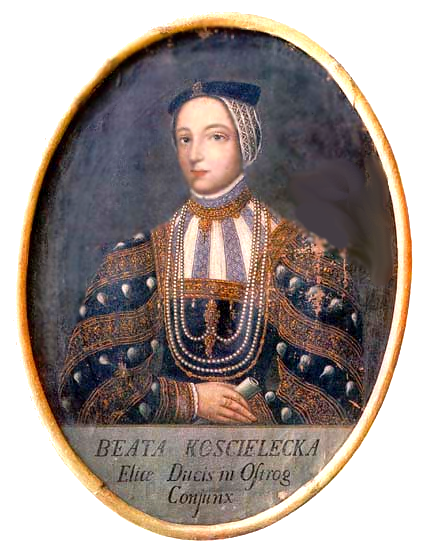
妻ベアタの肖像

イリヤ・アレクサンデル・コンスタンティノヴィチ・オストログスキ（ウクライナ語: Ілля Костянтинович Острозький; ポーランド語: Ilia Aleksander Konstantynovich Ostrogski，1510年 - 1539年8月15日）は、リトアニアのルーシ系の大貴族。ブラツラフ、ヴィーンヌィツャの代官を務めた。

## 生涯
1523年、父コンスタンティは13歳の息子イリヤの妻にイェジ・ラジヴィウの娘アンナ・エルジュビェタを迎えることを決めた。しかしイリヤの許嫁はアンナの妹バルバラに変えられ、最後にはイリヤがベアタ・コシチェレツカと恋に落ちたため、ラジヴィウ家との縁組は王の認可のもとに解消された。ベアタは、表向きは国王ジグムント1世の愛妾カタジナ・テルニチャンカと夫アンジェイ・コシチェレツキとの間に生まれた娘だが、実の父親は国王ジグムント1世本人だったと言われる。
1539年、王女イザベラがハンガリー王サポヤイ・ヤーノシュと結婚式を挙げた翌日、イリヤはベアタとヴァヴェルで結婚した。この結婚にさいし、イリヤは一族が伝統的に信仰してきた正教から、カトリックに改宗している。結婚式は贅を尽くした豪華なものであり、式次第に則って開かれた馬上槍試合では、花婿イリヤは皇太子ジグムント・アウグストと対戦するという栄誉にあずかった。ところがイリヤは落馬して試合に負けてしまい、打ちどころが悪く体は半年も持たなかった。彼は同年の8月15日、この試合で受けた怪我のために没した。結婚してすぐに未亡人となったベアタは、夫の死後に一人娘エルジュビェタを出産した。イリヤの遺言によって、エルジュビェタは皇太子ジグムント・アウグストを後見人とした。